# Thelma Ritter
Pour les articles homonymes, voir Ritter.
Thelma Ritter est une actrice américaine née le 14 février 1902 à Brooklyn, New York (États-Unis), morte le 5 février 1969 à New York (États-Unis), nommée 6 fois pour l'Oscar de la meilleure actrice dans un second rôle.

## Biographie
Thelma Ritter est née à Brooklyn, New York, en 1902. Après avoir joué dans des pièces au lycée et dans des troupes amateur, elle entre à l'American Academy of Dramatic Arts. Elle fait carrière sur scène, puis fait une pause pour élever ses deux enfants et voir son mari, Joseph Moran, un acteur devenu directeur d'une entreprise de publicités[réf. souhaitée].
Elle fut nommée 6 fois aux Oscars dans la catégorie meilleure actrice dans un second rôle, ce qui fait d'elle l'actrice la plus souvent nommée dans cette catégorie. Elle est notamment connue pour son rôle de Stella dans Fenêtre sur cour, ou pour celui d'Isabelle Steers dans Les Désaxés.
Sa dernière apparition fut dans le Jerry Lewis show du 23 janvier 1968. Elle décède peu de temps après d'une crise cardiaque à New York, seulement neuf jours avant son 67e anniversaire.

## Filmographie
- 1947 : Le Miracle de la 34e rue (Miracle on 34th Street) de George Seaton : la mère de Peter
- 1947 : Appelez nord 777 (Call Northside 777) de Henry Hathaway
- 1949 : Chaînes conjugales (A Letter to Three Wives) de Joseph L. Mankiewicz : Sadie Dugan
- 1949 : Graine de faubourg (City Across the River) de Maxwell Shane : Mme Cusack
- 1949 : Father Was a Fullback de John Stahl : Geraldine
- 1950 : Perfect Strangers de Bretaigne Windust : Lena Fassler
- 1950 : Parade du rythme (I'll Get By)  de Richard Sale : Miss Murphy
- 1950 : Ève (All About Eve) de Joseph L. Mankiewicz : Birdie Coonan
- 1951 : La Mère du marié (The Mating Season) de Mitchell Leisen : Ellen McNulty
- 1951 : Rendez-moi ma femme (As Young as You Feel) de Harmon Jones  : Della Hodges
- 1951 : Agence Cupidon (The Model and the Marriage Broker) de George Cukor : Mae Swasey
- 1952 : Un refrain dans mon cœur (With a Song in My Heart) de Walter Lang : Clancy
- 1953 : Titanic de Jean Negulesco : Maude Young
- 1953 : La Jolie Batelière (The Farmer Takes a Wife) d'Henry Levin : Lucy Cashdollar
- 1953 : Le Port de la drogue (Pickup on South Street) de Samuel Fuller : « Moe » Williams
- 1954 : Fenêtre sur cour (Rear Window) de Alfred Hitchcock : Stella
- 1955 : Papa longues jambes (Daddy Long Legs) de Jean Negulesco : Alicia Pritchard
- 1955 : Une femme extraordinaire (Lucy Gallant) de Robert Parrish : Molly Basserman
- 1956 : Un magnifique salaud (The Proud and Profane) de George Seaton : Kate Connors
- 1959 : Un trou dans la tête (A Hole in the Head) de Frank Capra : Sophie Manetta
- 1959 : Confidences sur l'oreiller (Pillow Talk) de Michael Gordon : Alma
- 1961 : Les Désaxés (The Misfits) de John Huston : Isabelle Steers
- 1961 : La Farfelue de l'Arizona (The Second Time Around) de Vincent Sherman : Aggie
- 1962 : Le Prisonnier d'Alcatraz (Birdman of Alcatraz) de John Frankenheimer : Elizabeth Stroud
- 1962 : La Conquête de l'Ouest (How the West Was Won) de John Ford : Agatha Clegg
- 1963 : Trois Filles à marier de Michael Gordon : Chloe Brasher
- 1963 : La Fille à la casquette (A New Kind of Love) de Melville Shavelson : Leena
- 1963 : Pousse-toi, chérie (Move Over, Darling) de Michael Gordon : Grace Arden
- 1965 : Boeing Boeing de John Rich : Bertha
- 1967 : L'Incident (The Incident) de Larry Peerce: Bertha Beckerman
- 1968 : L'Intrus magnifique (What's So Bad About Feeling Good?) de George Seaton : Madame Schwartz